# Plan Guadalmedina

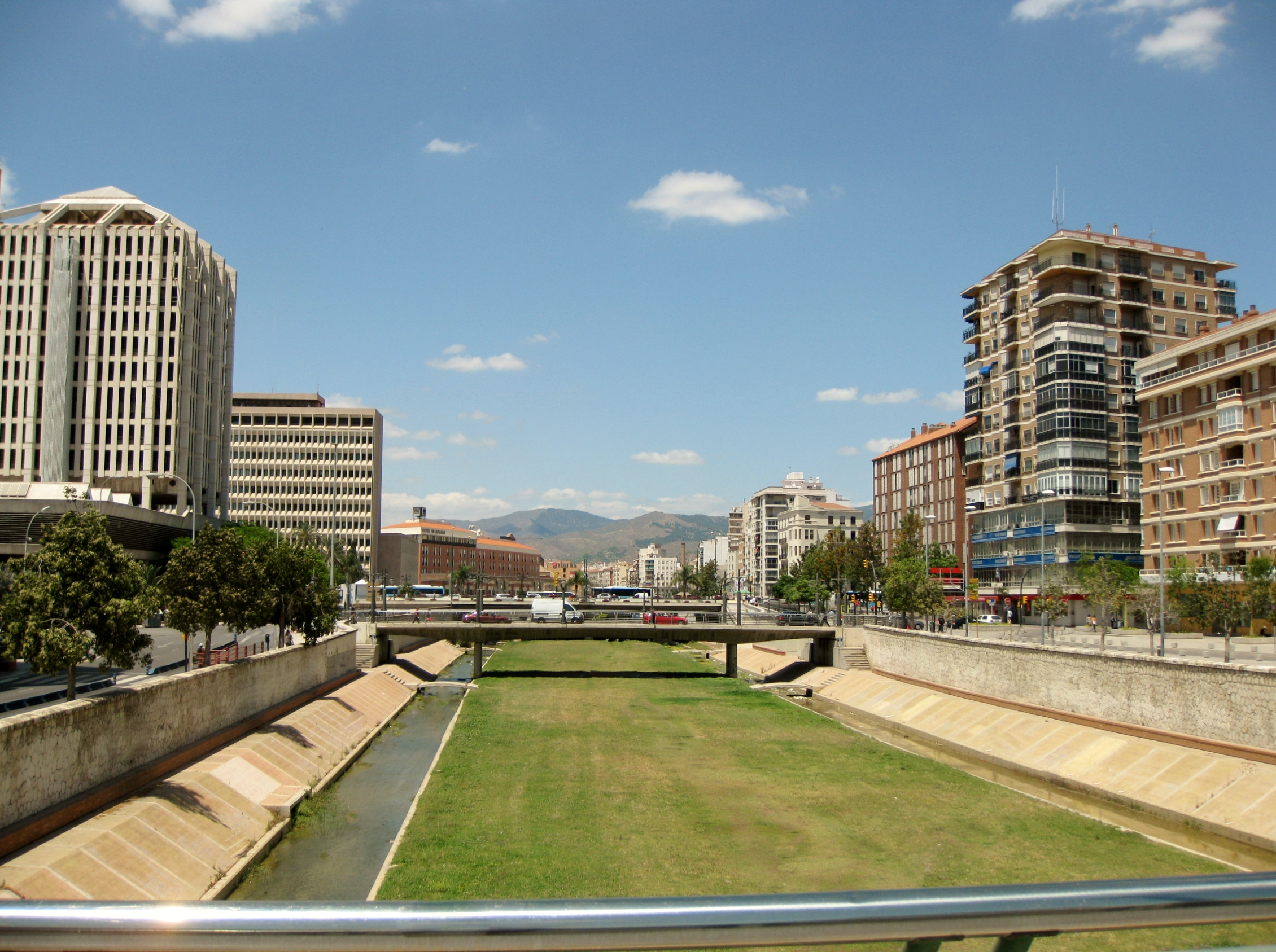
El Guadalmedina a la altura del CAC Málaga.

Se conoce como Plan Guadalmedina al proyecto de embovedamiento del río Guadalmedina a su paso por la ciudad de española de Málaga.

## Historia
Se trata de una demanda histórica de la ciudad que fue recogida en varios planes urbanísticos en el pasado y relanzada por la alcaldesa de Málaga en el año 2000 Celia Villalobos, consistente en cubrir el tramo urbano del río a su paso por las zonas históricas de la ciudad, desviando el cauce del río Guadalmedina a través de dos grandes túneles que permitirían desembalsar al mar las grandes avenidas de agua, que desembocarían en la zona del Peñón del Cuervo y en el embalse de La Viñuela.
Los artífices del plan argumentan que el cauce seco del río supone una cicatriz y frontera histórica que separa y divide la ciudad en dos zonas, Oeste y Este, que el embovedamiento permitiría unir, ganando espacios vitales para equipamientos y zonas verdes, al mismo tiempo que favorecería la movilidad interurbana conformando una gran rambla o bulevar norte-sur, vía de comunicación básica para el Puerto de la ciudad. Además, el proyecto disminuiría considerablemente la probabilidad de inundaciones y eliminaría el riesgo permanente que supone el  Embalse de El Limonero cuya rotura podría causar una catástrofe medioambiental.
Los opositores a la propuesta argumentan que el río es un símbolo identitario y tradicional de la ciudad, y que el plan podría ir en contra de la Directiva Marco de Aguas de la Unión Europea, que insta a los Estados miembros a regenerar todas las masas de agua superficial, a menos que el encauzamiento conlleve beneficios "para la salud humana y el mantenimiento de la seguridad". Supuestos que según los detractores no se dan en el proyecto de Málaga, postulándose a favor de que el río mantenga su estado natural y lleve agua durante los periodos de lluvia.
El Plan Guadalmedina fue retirado del nuevo Plan General de Ordenación Urbana a la espera de una decisión sobre la solución hidráulica para desviar el caudal.

### Resolución favorable del Centro de Estudios y Experimentación de Obras Públicas (Cedex)
En el año 2007, el Centro de Estudios y Experimentación de Obras Públicas (Cedex), organismo dependiente del Ministerio de Fomento, acordó elaborar un estudio sobre las posibles afecciones que pueda tener en el río cualquier intervención de carácter urbano, para poder acometerla con garantías.
En 2011, cuatro años más tarde, el Cedex dictaminó que era factible el embovedamiento del tramo final del río Guadalmedina, siempre y cuando se mantenga el caudal máximo de 600 metros cúbicos por segundo para el que fue diseñado el actual encauzamiento. No obstante, advirtió que si el caudal fuese superior a esos 600 metros cúbicos por segundo, se producirían desbordamientos o daños materiales sobre las infraestructuras existentes. Por ello, para evitar cualquier mínimo riesgo, planteó tres alternativas:
- Disminuir el caudal desde la presa del Limonero, cambiando las normas de explotación de la presa del Limonero para controlar el caudal que entra en el encauzamiento, de cara a disminuirlo.
- Hacer derivaciones a otros cauces, de manera que disminuya el caudal de entrada al actual encauzamiento.
- Aumento de la capacidad desembalsadora con una serie de modificaciones y mejoras técnicas para aumentar su capacidad.